# 科霍戈
科霍戈（Korhogo）是西非國家科特迪瓦的城鎮，也是薩瓦納區的首府，分別距離首都雅穆蘇克羅和阿比讓約500公里和600公里，每年平均降雨量1,243毫米，2008年人口約174,000。